# Gierłoż Polska
Gierłoż Polska (niem. Groß Görlitz, 1942–1945 Großgörlitz) – wieś w Polsce położona w województwie warmińsko-mazurskim, w powiecie iławskim, w gminie Lubawa.
W latach 1975–1998 miejscowość administracyjnie należała do województwa olsztyńskiego. 
W 1921 roku stacjonowała tu placówka 13 batalionu celnego a następnie placówka Straży Celnej „Gierłoż”.